# بیگ بلو باتن
بیگ بلوباتن(به انگلیسی :BigBlueButton) یک نرم‌افزار آزاد و متن‌باز سیستم کنفرانس مجازی در محیط وب برای سرورهای لینوکس است که برای یادگیری آنلاین طراحی و تحت پروانه LGPL منتشر شده است. سیستم یکپارچه سازی شده تا بتوان در بسیاری از سیستم‌های اصلی یادگیری و مدیریت محتوا استفاده شود. بیگ بلوباتن به‌صورت زنده برگزار می‌شود و شروع و پایان آن به برگزارکنندگان بستگی دارد و پلتفرم این نرم‌افزار توسط گروهی از برنامه نویسان به‌صورت رایگان در اختیار عمومی قرار داده شده‌است تا از آن استفاده کنند.
این نرم‌افزار در سیستم عامل لینوکس نسخه اوبونتو نصب می‌گردد که آموزش نصب بیگ بلوباتن در سایت سازنده و اینترنت موجود است.
از موارد قابل استفاده بیگ بلو باتن می‌توان به برگزاری وبینار و سمینار و برگزاری جلسات آموزشی اشاره کرد.
پس از شروع اپیدمی کرونا برگزاری کلاس‌های آموزشی توجه به آن زیاد شده‌است. که در سال ۱۳۹۶ این نرم‌افزار شاهد رشد و استفاده بسیار زیادی شد که در نقاط مختلف جهان از جمله ایران نیز با استقبال خوبی همراه شد.
این نرم‌افزار دارای قابلیت‌های کلیدی بیشماری می‌باشد از جمله ارتباط دوطرفه یا چند طرفه صوتی و تصویری میان کاربران و برگزارکنندگان که با رویارویی مجازی در بستر اینترنت همراه است. قابلیتهای کلیدی تصویر، صوت، و رویدادهای تخته سیاه موس، کیبورد محیط درس یا کلاس درس را شبیه‌سازی می‌کند. 
ویژگیهای بیگ بلو باتن
- برای آموزش الکترونیکی، گزینه‌ای بسیار مناسب است.
- امکان ایجاد چندین لینک برای جلسات را فراهم می‌کند.
- قبل از ورود مدیر، می‌توانید ورود دانش‌آموزان را محدود کنید.
- دارای ویژگی‌های متعددی برای سفارشی‌سازی به نیاز کاربران منطبق است.
- امکان به‌اشتراک‌گذاری اسلایدها، صدا، ویدیو، چت و صفحه نمایش را فراهم می‌کند.
- این ابزار امکان ضبط محتوای جلسات را دارد و به فایل‌های ضبط‌شده دسترسی فراهم می‌کند.
- امکان دسترسی به ویژگی‌ها و ابزارهای وب‌سایت Moodle از طریق تنظیمات BigBlueButton وجود دارد.